# Giovanni Di Lorenzo
Giovanni Di Lorenzo prononcé : [dʒoˈvanni di Ioˈrentso], né le 4 août 1993 à Castelnuovo di Garfagnana en Italie, est un footballeur international italien. Il évolue au poste de défenseur latéral avec le SSC Naples dont il est l'actuel capitaine. Il est champion d'Italie 2023 et champion d'Europe 2020.

## Biographie

### Carrière en club

#### Reggina Calcio
Né à Castelnuovo di Garfagnana en Italie, Giovanni Di Lorenzo est formé par le Reggina Calcio, où il commence sa carrière professionnelle.

#### Empoli FC (2017-2019)
Le 30 août 2017, il s'engage pour trois saisons avec le club de l'Empoli FC. Durant cette saison, il joue la montée en Série A en finissant premier de la Série B.
Le 3 avril 2019, il réalise une performance énorme contre son futur club, le Napoli en inscrivant le but de la victoire à la clé.

#### SSC Naples (depuis 2019)
Le 7 juin 2019, il s'engage avec le SSC Naples pour un contrat allant jusqu'en 2028. Sa première saison avec son nouveau club, il réalise une saison à plus de 40 matches qui se concluant par une victoire en Coupe d'Italie de football 2020. La saison suivante, il continue dans sa lancée en apportant de plus en plus dans l'équipe. Durant sa saison 2022, il refait une superbe saison en étant dans les meilleurs joueurs de son équipe et les meilleurs défenseurs du championnat avec sa place de troisième.
Pour la saison 2022-2023, Di Lorenzo, réalise une très bonne saison en étant un des joueurs clés de l'effectif de Spaletti. Il réalise une nouvelle fois, une saison avec plus de 40 matches joués dont 37 en Série A. Il remporte la compétition en étant toujours un des joueurs cadres de l'équipe. En Ligue des Champions, il 10 matches et inscrit 2 buts. Il perd en quart de finale face au Milan AC. Il est actuellement le capitaine du Napoli à l'âge de 32 ans.

### Sélection Nationale
Di Lorenzo dispute son premier match en sélection durant la saison 2019-2020 à l'âge de 26 ans. 
L'année suivante, il est convoqué pour participer à l'Euro 2020 avec l'Italie, compétition qu'il remporte face à l'Angleterre en finale. 
Il est retenu dans la liste des 26 joueurs italiens du sélectionneur Luciano Spalletti pour participer à l'Euro 2024 .

## Statistiques

### En club
| Saison                | Club                  | Championnat           | Championnat | Championnat | Championnat | Coupe(s) nationale(s) | Coupe(s) nationale(s) | Coupe(s) nationale(s) | Supercoupe | Supercoupe | Supercoupe | Compétition(s) continentale(s) | Compétition(s) continentale(s) | Compétition(s) continentale(s) | Compétition(s) continentale(s) | Total | Total | Total |
| Saison                | Club                  | Division              | M.          | B.          | P.d.        | M.                    | B.                    | P.d.                  | M.         | B.         | P.d.       | Comp.                          | M.                             | B.                             | P.d.                           | M.    | B.    | P.d.  |
| 2010-2011             | Reggina Calcio        | Serie B               | 1           | 0           | 0           | -                     | -                     | -                     | -          | -          | -          | -                              | -                              | -                              | -                              | 1     | 0     | 0     |
| 2011-2012             | Reggina Calcio        | Serie B               | 1           | 0           | 0           | -                     | -                     | -                     | -          | -          | -          | -                              | -                              | -                              | -                              | 1     | 0     | 0     |
| 2013-2014             | Reggina Calcio        | Serie B               | 20          | 0           | 0           | 0                     | 0                     | 0                     | -          | -          | -          | -                              | -                              | -                              | -                              | 20    | 0     | 0     |
| 2014-2015             | Reggina Calcio        | Serie B               | 38          | 0           | 1           | 2                     | 0                     | 0                     | -          | -          | -          | -                              | -                              | -                              | -                              | 40    | 0     | 1     |
| Sous-total            | Sous-total            | Sous-total            | 60          | 0           | 1           | 2                     | 0                     | 0                     | -          | -          | -          | -                              | -                              | -                              | -                              | 62    | 0     | 1     |
| 2012-2013             | AC Coni 1905 (prêt)   | Serie C               | 28          | 0           | 0           | 0                     | 0                     | 0                     | -          | -          | -          | -                              | -                              | -                              | -                              | 28    | 0     | 0     |
| 2015-2016             | SS Matera Calcio      | Serie C               | 33          | 2           | 3           | 1                     | 0                     | 0                     | -          | -          | -          | -                              | -                              | -                              | -                              | 34    | 2     | 3     |
| 2016-2017             | SS Matera Calcio      | Serie C               | 26          | 2           | 2           | 7                     | 0                     | 1                     | -          | -          | -          | -                              | -                              | -                              | -                              | 33    | 2     | 3     |
| 2017-2018             | SS Matera Calcio      | Serie C               | 1           | 0           | 0           | 2                     | 0                     | 0                     | -          | -          | -          | -                              | -                              | -                              | -                              | 3     | 0     | 0     |
| Sous-total            | Sous-total            | Sous-total            | 60          | 4           | 5           | 10                    | 0                     | 1                     | -          | -          | -          | -                              | -                              | -                              | -                              | 70    | 4     | 6     |
| 2017-2018             | Empoli FC             | Serie B               | 36          | 1           | 7           | -                     | -                     | -                     | -          | -          | -          | -                              | -                              | -                              | -                              | 36    | 1     | 7     |
| 2018-2019             | Empoli FC             | Serie A               | 37          | 5           | 3           | 1                     | 0                     | 0                     | -          | -          | -          | -                              | -                              | -                              | -                              | 38    | 5     | 3     |
| Sous-total            | Sous-total            | Sous-total            | 73          | 6           | 10          | 1                     | 0                     | 0                     | -          | -          | -          | -                              | -                              | -                              | -                              | 74    | 6     | 10    |
| 2019-2020             | SSC Naples            | Serie A               | 33          | 3           | 3           | 5                     | 0                     | 1                     | -          | -          | -          | C1                             | 8                              | 0                              | 2                              | 46    | 3     | 6     |
| 2020-2021             | SSC Naples            | Serie A               | 36          | 3           | 6           | 4                     | 1                     | 0                     | 1          | 0          | 0          | C3                             | 8                              | 0                              | 1                              | 49    | 4     | 7     |
| 2021-2022             | SSC Naples            | Serie A               | 33          | 1           | 5           | 1                     | 0                     | 0                     | -          | -          | -          | C3                             | 8                              | 0                              | 1                              | 42    | 1     | 6     |
| 2022-2023             | SSC Naples            | Serie A               | 37          | 3           | 4           | 0                     | 0                     | 0                     | -          | -          | -          | C1                             | 10                             | 2                              | 2                              | 47    | 5     | 6     |
| 2023-2024             | SSC Naples            | Serie A               | 36          | 1           | 6           | 1                     | 0                     | 0                     | 2          | 0          | 1          | C1                             | 8                              | 1                              | 1                              | 47    | 2     | 8     |
| 2024-2025             | SSC Naples            | Serie A               | 37          | 3           | 2           | 2                     | 0                     | 0                     | -          | -          | -          | -                              | -                              | -                              | -                              | 39    | 3     | 2     |
| Sous-total            | Sous-total            | Sous-total            | 212         | 14          | 26          | 13                    | 1                     | 1                     | 3          | 0          | 1          | -                              | 42                             | 3                              | 7                              | 270   | 18    | 35    |
| Total sur la carrière | Total sur la carrière | Total sur la carrière | 433         | 24          | 42          | 26                    | 1                     | 2                     | 3          | 0          | 1          | -                              | 42                             | 3                              | 7                              | 504   | 28    | 52    |

### En équipe nationale
| Saison                | Sélection             | Phases finales                          | Phases finales | Phases finales | Phases finales | Éliminatoires CDM | Éliminatoires CDM | Éliminatoires CDM | Éliminatoires EURO | Éliminatoires EURO | Éliminatoires EURO | Ligue Nations UEFA | Ligue Nations UEFA | Ligue Nations UEFA | Matchs amicaux | Matchs amicaux | Matchs amicaux | Total | Total | Total |
| Saison                | Sélection             | Compétition                             | M              | B              | Pd             | M                 | B                 | Pd                | M                  | B                  | Pd                 | M                  | B                  | Pd                 | M              | B              | Pd             | M     | B     | Pd    |
| --------------------- | --------------------- | --------------------------------------- | -------------- | -------------- | -------------- | ----------------- | ----------------- | ----------------- | ------------------ | ------------------ | ------------------ | ------------------ | ------------------ | ------------------ | -------------- | -------------- | -------------- | ----- | ----- | ----- |
| 2019-2020             | Italie                | -                                       | -              | -              | -              | -                 | -                 | -                 | 2                  | 0                  | 1                  | -                  | -                  | -                  | -              | -              | -              | 2     | 0     | 1     |
| 2020-2021             | Italie                | Euro 2020                               | 6              | 0              | 0              | 1                 | 0                 | 0                 | -                  | -                  | -                  | 2                  | 0                  | 0                  | 2              | 0              | 0              | 11    | 0     | 0     |
| 2021-2022             | Italie                | Nations League Finals 2021 +Finalissima | 2+1            | 0              | 0              | 4                 | 2                 | 0                 | -                  | -                  | -                  | 1                  | 0                  | 0                  | -              | -              | -              | 8     | 2     | 0     |
| 2022-2023             | Italie                | Nations League Finals 2023              | 1              | 0              | 0              | -                 | -                 | -                 | 2                  | 0                  | 0                  | 2                  | 0                  | 0                  | 2              | 1              | 0              | 7     | 1     | 0     |
| 2023-2024             | Italie                | Euro 2024                               | 4              | 0              | 0              | -                 | -                 | -                 | 4                  | 0                  | 1                  | -                  | -                  | -                  | 3              | 0              | 0              | 11    | 0     | 1     |
| 2024-2025             | Italie                | -                                       | -              | -              | -              | -                 | -                 | -                 | -                  | -                  | -                  | 7                  | 2                  | 1                  | -              | -              | -              | 7     | 2     | 1     |
| Total sur la carrière | Total sur la carrière | Total sur la carrière                   | 14             | 0              | 0              | 5                 | 2                 | 0                 | 8                  | 0                  | 2                  | 12                 | 2                  | 1                  | 7              | 1              | 0              | 46    | 5     | 3     |

### Buts internationaux
| Buts internationaux de Giovanni Di Lorenzo | Buts internationaux de Giovanni Di Lorenzo | Buts internationaux de Giovanni Di Lorenzo                   | Buts internationaux de Giovanni Di Lorenzo | Buts internationaux de Giovanni Di Lorenzo | Buts internationaux de Giovanni Di Lorenzo    | Buts internationaux de Giovanni Di Lorenzo | Buts internationaux de Giovanni Di Lorenzo | Buts internationaux de Giovanni Di Lorenzo |
|                                            | Date                                       | Lieu                                                         | Adversaire                                 | Résultat                                   | Compétition                                   | Notes                                      | Notes                                      | Sel.                                       |
| ------------------------------------------ | ------------------------------------------ | ------------------------------------------------------------ | ------------------------------------------ | ------------------------------------------ | --------------------------------------------- | ------------------------------------------ | ------------------------------------------ | ------------------------------------------ |
| 1.                                         | 8 septembre 2021                           | Mapei Stadium - Città del Tricolore, Reggio d'Emilie, Italie | Lituanie                                   | 5 - 0                                      | Éliminatoires Coupe du monde de football 2022 | 5 - 0                                      | 54e du pied droit                          | 15e                                        |
| 2.                                         | 12 novembre 2021                           | Stade olympique, Rome, Italie                                | Suisse                                     | 1 - 1                                      | Éliminatoires Coupe du monde de football 2022 | 1 - 1                                      | 36e de la tête                             | 18e                                        |
| 3.                                         | 16 novembre 2022                           | Stade Qemal-Stafa, Tirana, Albanie                           | Albanie                                    | 1 - 3                                      | Match amical                                  | 1 - 1                                      | 20e du pied droit                          | 24e                                        |
| 4.                                         | 14 octobre 2024                            | Stade Friuli, Udine, Italie                                  | Israël                                     | 4 - 1                                      | Ligue des nations 2024-2025                   | 2 - 0                                      | 54e de la tête                             | 42e                                        |
| 5.                                         | 14 octobre 2024                            | Stade Friuli, Udine, Italie                                  | Israël                                     | 4 - 1                                      | Ligue des nations 2024-2025                   | 4 - 1                                      | 79e du pied droit                          | 42e                                        |

## Palmarès

### En club
Empoli FC
- Championnat d'Italie de football de deuxième division (1)
  - Champion en 2018

 SSC Napoli
- Championnat d'Italie de football (2)
  - Champion en 2023 et en 2025

- Coupe d'Italie de football (1)
  - Vainqueur en 2020

- Supercoupe d'Italie
  - Finaliste en 2023.

### En sélection
Italie
- Championnat d'Europe (1)
  - Vainqueur en 2020
- Coupe des champions CONMEBOL–UEFA
  - Finaliste en 2022

### Distinction personnelle
| Distinction                            | Date |
| -------------------------------------- | ---- |
| Membre de l'équipe-type de la Série A. | 2022 |